# Herrschaft (Territorium)
Als Herrschaft (franz. Seigneurie) wurde vom Mittelalter bis in die Neuzeit ein Territorium bezeichnet, dessen Inhaber volles Lehnsrecht, die Gerichtsbarkeit und weitere landesherrliche Rechte in seinem Gebiet ausübte, jedoch keinen fürstlichen Titel (Herzog, Fürst, Markgraf u. a.) trug, sondern den Titel „Herr“ (in lateinischen Urkunden meist dominus). Herrschaften waren meistens Teil eines Landesterritoriums und waren in dessen Stände- bzw. Landtag in der Herrenkurie, bzw. der Fürstenkammer vertreten, handelten aber ansonsten weitgehend autonom.
Territorien mit weniger eigenen Rechten wurden als Unterherrschaft, Minderherrschaft oder anders bezeichnet. In den Niederlanden wurde eine vergleichbare Rechtsform als Hohe Herrlichkeit bezeichnet.
Während sich die Begriffe Herrschaft und Unterherrschaft auf ein Territorium mit besonderen Rechten des Inhabers beziehen, die über die gewöhnlichen Rechte der adligen Inhaber von Allodial- oder Lehnsbesitz hinausgingen, bezeichnet der Begriff Grundherrschaft eine herrschaftliche Organisationsform, bei der die Herren die Verfügungsgewalt über die Bauern auf ihrem Grundbesitz ausübten; dies war in der Regel bei Adelsgütern der Fall.

## Geschichte
In Urkunden und erzählenden Texten des Mittelalters erscheinen für einige Personen die Bezeichnung „Herr“ (lateinisch dominus). Diese hatten Herrschaftsrechte in einem kleinen Territorium, gingen aber offensichtlich nicht aus der frühmittelalterlichen Lehenspyramide hervor und trugen keinen fürstlichen Titel. Herren wurden immer unterschieden von Rittern bzw. Mannen, die als Vasallen vom jeweiligen Landesherrn lehnsabhängig waren.
Seit dem 18./19. Jahrhundert wandelte sich die Bezeichnung in vielen Gebieten zu Standesherrschaft mit derselben Bedeutung, in Unterscheidung zu anderen Formen der Grundherrschaft.

## Herrschaften im Heiligen Römischen Reich
Reichsständische Herrschaften 1521
In der „allzeit neuesten Matrikel“ von 1521 sind als Reichsstände folgende Herrschaften und Herren aufgeführt (gehörten zum Reichstag):
- Inhaber Stoffel, Justingen  = Herrschaften Stoffeln  (Stöfflen) und Justingen (Schwaben)
- Der von Gundelfingen =  Herrschaft Gundelfingen (Schwaben)
- (Die von) Geroltzeck (haben ire Guter widerumb) =  Herrschaft Geroldseck (Baden)
- (Alle Hern) von Heideck =  Herrschaft Heideck
- Alle von Rapolstein =  Herrschaft Rappoltstein (Elsass)
- Alle von Stauffen zu Ernfels = Herrschaft Stauff zu Ehrenfels
- Herr Leo von Stauffen =  Herren von Staufen (Schwaben)
- [Alle von Dirstein oder] Inhaber Hoenkunigsberg =  Herrschaften Thierstein (Schweiz) und Hochkönigsburg (Elsass)
- (Die von) Hoenfels und Reipoltskirch = Herrschaften Hohenfels und Reipoltskirchen
- (Inhaber) Brandis =  Freiherren von Brandis (Berner Land)
- Inhaber der Guter etwan der von Weinsberg = Herrschaft Weinsberg (Schwaben)
- Schenk Eberhart von Erpach, Schenk Veltin von Erpach =  Herren von Erbach (Baden)
- Her Hans von Schwarzenberg [Her Sigmund von Schwarzenberg zum Steffansberg] = Herrschaft Schwarzenberg (Schwaben)
- [Herr Eberhart von Polheim] = Herren von Polheim (Oberösterreich)
- Der (Herr) von Wynnenberg = Herrschaft Winneburg (Mosel)
- Der von Mörß [mit der Herrschaft Rodemach] =  Grafschaft Moers
- Her (Erharts Son) [Ludwig] von Arburg = Herrschaft Aarburg
- (Vacat Finstingen.) = Herrschaft Finstingen (Elsass)
- Her Philips vom Oberstein und Falckenstein =  Herr von Dhaun-Oberstein, Graf von Falkenstein
- (Her) Weyrich[s] von Oberstein [Sone] (zu Rucksingen) =  Herren von Oberstein und Rixingen
- (Die) Herr[n] [Michel, Freiherr] von Wolckenstein =  Freiherren von Wolkenstein-Rodenegg
- Alle (Herrn) von Gera =  Die Reuß als Herren von Gera (Thüringen)
- Die von Plesse =  Herren von Pleß
- Die Hern von der Lipp =  Herrschaft Lippe
- Die Hern von Losenstein =  Herren von Losenstein
- Der Herr von Steinfurt =  Herrschaft Steinfurt
- Der Her von Bromkorst =  Herr von Bronckhorst (in Anholt)
- Inhaber Reichenstein =  Herrschaft Reichenstein
- Die Hern von Falckenstein = Herren von Falkenstein
- [Der Her von Iselstein] =  Herren von Ijsselstein
- Die Hern von Schönenberg = Herrschaft Schönburg
- Herr Hans, Her zum Degenberg = Herrschaft Degenberg
- Die [Hern] von Reifferschied =  Herren von Reifferscheid
- Die Hern von Heben =  Herrschaft Hewen
- Die Hern von Wildenfels =  Herren von Wildenfels
- Blanckenberg im Westerich  =  Herrschaft Blankenberg (Blâmont)
- Die Hern von Krichingen im Westerich = Herrschaft Kriechingen
- Der von Rogendorf =  Herren von Rogendorf
- Inhaber der Herrschaft Kungseckerberg =  Herrschaft Königseggerberg
- Die zwene Bruder von Mersperg =  Herren von Mörsberg
- (Die von Brandenstein) Hern zu Raniß =  Herrschaft Ranis
- Herr Heinrich von Pirmonts Sone =  Herrschaft Pirmont